# Банда (архипелаг)
Острова Банда (индон. Kepulauan Banda) — вулканическая группа из десяти небольших вулканических островов в море Банда, в 140 км к югу от острова Серам и в 2000 км к востоку от Явы, административно входят в индонезийскую провинцию Малуку. Крупнейший город и административный центр — Банданейра, расположен на острове Банда Нейра. Острова поднимаются из глубины 4-6 км, площадь поверхности составляет около 180 км². Население островов около 15 тыс. человек. До середины XIX века острова Банда были единственным местом в мире, где выращивался мускатный орех. Острова являются популярным местом для дайвинга.

## География
В архипелаге насчитывается семь обитаемых островов и несколько необитаемых. Обитаемые острова:
Главная группа:
- Банда Нейра, или Нейра, остров, на котором находится административный центр и небольшой аэродром.
- Банда-Апи, активный вулкан высотой около 650 м.
- Банда Бесар, крупнейший остров длиной 12 км и шириной 3 км. На острове три крупных населённых пункта, Лонтоир, Селамон и Ваер.

На некотором расстоянии от главной группы к западу:
- Ай
- Рун

К востоку:
- Писанг

На юго-востоке:
- Хатта, ранее носил название Розенгейн.

Другие, маленькие необитаемые острова:
- Найлака, на небольшом расстоянии к северо-востоку от острова Рун
- Бату Кепал
- Манук, активный вулкан
- Керака (или Карака) (Остров крабов)
- Мануканг
- риф Хатта

Острова Банда относятся к экорегиону влажных тропических лесов островов моря Банда.

## История

### До открытия европейцами
До прихода европейцев на островах Банда существовала олигархическая форма правления, которая называлась оранг кая («богатые люди»), и банданезцы активно и независимо принимали участие в торговле на Молуккском архипелаге. Острова Банда были единственным в мире местом, где рос мускатный орех — пряность, которая использовалась как приправа, для консервации, а также в медицине и в то же время очень дорого стоила на европейских рынках. Арабские купцы продавали этот товар венецианским по заоблачным ценам, держа в строгом секрете месторасположение источников пряностей, и европейцам не удавалось проникнуть в эту тайну.
Впервые острова Банда упоминаются в книге Сумма ориентал, написанной португальским аптекарем Томе Пирешем, который был в Малакке в период с 1512 по 1515 год и несколько раз посещал острова Банда. Во время своего первого визита он опросил португальских и намного более осведомлённых малайских моряков в Малакке. По его оценке, в начале XVI века там проживали примерно 2500-3000 человек. Он писал, что банданезцы являются частью индонезийской торговой сети и являются единственным молуккским народом, который перевозит свои товары на такое большое расстояние в Малакку, при этом торговлей с жителями архипелага Банда занимались также яванские купцы.
Кроме выращивания мускатного ореха, острова Банда принимали участие в местной торговле; через них проходили такие товары, как гвоздика с Тернате и Тидоре, перья райских птиц с островов Ару и западной Новой Гвинеи, кора massoi для традиционной медицины, а также рабы. С другой стороны, на острова Банда импортировались рис и одежда; хлопковый батик с Явы, ситец из Индии и икат с Малых Зондских островов. В 1603 году среднего качества саронг можно было продать за 18 кг мускатного ореха. Часть текстильной продукции затем перепродавалась на Хальмахере и Новой Гвинее. Более грубый икат с Малых Зондских островов торговался в обмен на саго на островах Кей, Ару и Серам.

### Португальский период
В августе 1511 года от имени короля Португалии Афонсу де Албукерки захватил Малакку, которая в это время была важнейшим центром азиатской торговли. В ноябре этого же года, после укрепления Малакки и определения местонахождения островов Банда Албукерки отправил экспедицию из трёх кораблей под командованием своего товарища Антониу ди Абреу на их поиски. Малайские проводники, которых завербовали или захватили, повели корабли через Яву, Малые Зондские острова и Амбон к островам Банда, куда экспедиция прибыла в 1512 году. Став первыми европейцами, достигшими островов Банда, члены экспедиции задержались на архипелаге на месяц, закупая на островах мускатный орех и гвоздику, которая была привезена на острова Банда, которые были открытым портом. Ди Абреу отплыл обратно через остров Амбон, где один из его кораблей под командованием Франсишку Серрана потерпел кораблекрушение, и последний остался на Молуккских островах, впоследствии переехав на Тернате. Встретив враждебность со стороны местного населения по всему архипелагу, в том числе на Амбоне и Тернате, португальцы не возвращались до 1529 года; португальский купец капитан Гарсия в том году высадил солдат на островах Банда. Пять островов находились на расстоянии пушечного выстрела друг от друга, и он понимал, что строительство порта на главном острове Нейра даст ему возможность полностью контролировать весь архипелаг. Банданезцы, однако, враждебно отнеслись к планам строительства форта, а военные мероприятия были так дороги, и утомительны, при этом солдаты Гарсии подвергались атакам местных жителей. В связи с этим португальцы впоследствии предпочли покупать мускатный орех у купцов в Малакке.
В отличие от других островов восточной Индонезии, таких как Амбон, Солор, Тернате и Моротай, банданезцы не проявили энтузиазма в принятии христианства, либо, возможно, европейцы, которые пришли сюда в XVI столетии, не проявили должного усердия для христианизации островов Банда. Стремясь к сохранению независимости, банданезцы никогда не давали разрешения португальцам строить укрепления или организовывать постоянные заставы на островах. По иронии судьбы именно отсутствие портов дало возможность голландцам торговать на Банда вместо гвоздичных островов Тернате и Тидоре.

### Приход голландцев
Голландцы добрались до островов Банда позже португальцев, однако именно их влияние было более сильным, а присутствие более длительным. Голландско-банданезские отношения тяжело складывались с самого начала, первые голландские купцы жаловались, что банданезцы не держат слова, согласуя объёмы поставок и цены, а также обманывают на количестве и в качестве товара. Для банданезцев, с одной стороны, появление ещё одного покупателя пряностей было позитивным моментом, однако голландцы взамен предлагали тяжёлые ткани и дамаст, не самые лучшие для островитян промышленные товары по сравнению с обычными для них товарами. Яванские, арабские и индийские, а также португальские купцы, в отличие от них, предлагали такие востребованные вещи, как, например, стальные ножи, медь, лекарства и дорогой китайский фарфор.
Как бы голландцы ни были недовольны ведением торговли банданезцами, эта торговля была для них весьма прибыльна, только разница в ценах Европе на пряности достигала 300 раз по сравнению с ценой закупки у местных жителей. Такая прибыль оправдывала расходы и риски, связанные с доставкой драгоценного груза в Европу. Это не могло не вызвать увеличения числа голландских экспедиций; однако для голландцев рост конкуренции, которая могла бы снизить цены и вместе с ними прибыли, был нежелателен. Тогда купцы объединились и создали совместное предприятие, Vereenigde Oostindische Compagnie (VOC) (Голландская Ост-Индская компания).
До начала XVII века островами Банда правили советы старейшин и богатых граждан, который назывался оранг кая (буквально 'богатые люди'), у каждого из которых был свой район. В это время мускатный орех был одной из наиболее дорогих пряностей в Европе из-за организованной манипуляции ценами на рынке, но также был продавался голландскими купцами в портах Индии; историк Фернан Бродель отмечал, что Индия потребляла вдвое больше, чем Европа. Ряд банданезских оранг кая голландцы убедили (или заставили) подписать соглашение, предоставляющее голландцам монополию на приобретение пряностей. Несмотря на то, что банданезцы имели очень малое представление о соглашении, которое они подписали, истории известное как «Вечный договор», к тому же не все банданезские лидеры его подписали, впоследствии эти соглашения голландцами использовались как оправдание ввода солдат для обеспечения прав на свою монополию.
Вскоре банданезцы стали испытывать недовольство ведением дел голландцами: их не устраивали низкие закупочные цены, бесполезность привозимых этими купцами товаров, а также монопольные права голландцев на приобретение пряностей. Последней каплей, переполнившей чашу терпения аборигенов, стало укрепление форта Нассау на острове Банда Нейра в 1609 году. Оранг кая вызвали голландского адмирала и 40 его высших офицеров на встречу, устроили засаду и убили их всех.

### Соперничество Голландии и Британии
В то время как португальское и испанское влияние в регионе пошло на спад, англичане построили укреплённые торговые миссии на крохотных островах Ай и Рун, расположенных на расстоянии от 10 до 20 километров от главных островов Банда. Так как британцы предлагали более высокие цены, они подрывали голландскую монополию. Голландско-британское противостояние возрастало, в связи с чем голландцы в 1611 году построили более крупный и стратегически важный форт Бельгика, расположив его выше форта Нассау. В 1615 году голландцы захватили Ай силами 900 солдат, и британцы отступили на остров Рун для перегруппировки. В ту же самую ночь британцы организовали неожиданную контратаку на остров Ай, вернув его и убив 200 голландцев. Через год более сильный голландский отряд атаковал Ай. Защитники смогли отбить атаки пушечным огнём, но после месяца осады у защитников закончились боеприпасы. Голландцы вырезали защитников острова. Голландцы укрепили форт, переименовав его в «Форт Реванш». Европейские державы оспаривали право контролировать острова Банда до 1667 года, когда по Бредскому соглашению британцы обменяли маленький остров Рун на Манхеттан, предоставив голландцам право полностью контролировать архипелаг Банда.
9 августа 1810 года британцы захватили архипелаг и приняли сдачу укреплений голландцев после сражения с британскими кораблями Caroline (36 орудий), Piedmontaise (38 орудий), Barracouta (18 орудий) и Mandarin (12 орудий). У капитана Кенна на борту Barracouta находилось около сотни солдат Мадрасского Европейского полка. Он отплыл из Мадраса для подкрепления Амбойны, которую британцы захватили в феврале.

### Банданезская резня
Только что назначенный VOC генерал-губернатор Ян Питерсоон Кун поставил себе задачей укрепление монополии на торговлей пряностями остовов Банда. В 1621 году хорошо вооружённые солдаты захватили остров Банда Нейра, а затем оккупировали рядом расположенный крупный остров Лонтар. Оранг кая были вынуждены под дулами ружей подписать крайне невыгодный договор, исполнение некоторых условий которого они даже не могли выполнить, что дало повод Куну применить превосходящую силу против банданезцев. Голландцы незамедлительно отметили невыполнение некоторых пунктов нового соглашения, и по приказу Куна началась карательная операция. Против оранг кая были направлены японские наёмники, которые 40 из них обезглавили и выставили на бамбуковых шестах.
Численность населения островов Банда до голландского завоевания оценивалась в 13-15 тыс. человек, среди которых были также малайские и японские купцы, а также китайцы и арабы. Действительное число банданезцев, которые погибли или бежали с островов в результате событий 1621 года, осталось неизвестным. Однако исторические источники свидетельствуют, что только около тысячи местных жителей спаслись на островах, они впоследствии стали рабами в рощах мускатного ореха. Голландцы заселили острова привезёнными рабами, осуждёнными преступниками и переселенцами, которые должны были отрабатывать на мускатных плантациях плату за переезд, а также иммигрантами с других островов Индонезии. Большинство бежавших осело на островах, бывших традиционными торговыми партнёрами, в частности на островах Кеффлинг и Гули-Гули рядом с Серамом и Кей Бесар. Часть выживших банданезцев была морем отправлена в Батавию (Джакарта) в качестве рабов на строительство города и крепости. Около 530 из них позднее вернулось на острова, так как понадобились специалисты по выращиванию мускатного ореха (которых среди переселенцев, разумеется, не было).
До этого момента голландское присутствие проявлялось только в торговле, хотя и осуществлявшейся на основании монопольных договоров, с Банданезской резни же в Индонезии началась колониальная эпоха под протекцией VOC.

### Монополия Голландской Ост-Индской компании
Уничтожив население островов, Кун разделил продуктивные земли, на которых росло около полумиллиона мускатных деревьев, на 68 участков (перкены) по 1,2 гектара каждый. Эти участки земли затем были переданы голландским плантаторам, известным как перкенеры, в том числе 34 на Лонтаре, 31 на Апи и 3 на Нейре. Так как для работы на них на островах местных жителей осталось мало, отовсюду привозились рабы. Перкинеры за управление мускатными плантациями VOC получали VOC 1/122 часть стоимости мускатного ореха на голландском рынке, тем не менее, перкинеры очень хорошо на этом зарабатывали и имели возможность строить большие виллы, обстановку и украшения которых выписывали из Европы.
Расположенный в стороне от главных островов архипелага остров Рун голландцам контролировать было сложнее, поэтому на этом острове все мускатные деревья были истреблены. Производство и экспорт мускатного ореха было монополией VOC почти 200 лет. Форт Бельгика, один из многих фортов, построенных Голландской Ост-Индской компанией, является одним из крупнейших сохранившихся фортов в Индонезии.

## Банданезская культура
Большая часть современного населения островов Банда являются потомками мигрантов и крестьян с плантаций, прибывших из разных частей Индонезии, а также потомками коренных банданезцев. Они сохранили некоторые ритуалы жителей островов Банда с доколониальных времён.
Банданезцы разговаривают на отдельном малайском диалекте, которые имеет некоторые отличия от амбонезского малайского языка, более известного и более распространённого диалекта, являющегося лингва франка в центральной и юго-восточной частях Молуккских островов. Банданезский малайский отличается своим уникальным, ритмичным акцентом, а также имеет ряд местных слов в своём лексиконе, многие из которых заимствованы из голландского.
Примеры:
- вилка: forok (гол. vork)
- муравьи: mir (гол. mier)
- ложка: lepe (гол. lepel)
- трудно: lastek (гол. lastig)
- этаж: plur (гол. vloer)
- подъезд: stup (гол. stoep)

Банданезский малайский имеет португальские заимствования, как и амбонезский малайский, не вошедшие в индонезийский язык. Но их относительно меньше и они отличаются произношением.
Например:
- черепаха: tetaruga (банданезский малайский); totoruga (амбонезский малайский) (от порт. tartaruga),
- горло: gargontong (банданезский малайский); gargangtang (амбонезский малайский) (от порт. garganta).

Ещё одной важной особенностью банданезского малайского является использование особых местоимений. Наиболее распространена фамильярная форма второго лица единственного числа в адресе: pané.
На островах Кей, расположенных к востоку от архипелага Банда, проживают потомки банданезцев, которые покинули родные места после захвата островов голландцами в XVII веке, в их среде ещё используется разговорный банданезский язык в деревнях Банда Элай и Банда Элат на острове Кай Бесар. Так как интеграция банданезцев в местное общество Кей затянулось, они продолжают считать себя прямыми потомками тех банданезцев и сохраняют традиции и язык родных островов.